# Celotónová stupnice
Celotónová stupnice je pojem z oboru hudební nauky, který je používán pro označení hudební stupnice o šesti tónech, ve které je interval celého tónu mezi každými dvěma sousedními stupni.
Jedná se o umělou moderní stupnici užívanou především v jazzu a moderní, zejména impresionistické klasické hudbě (např. u Debussyho).

## Složení celotónové stupnice
Následující tabulka obsahuje seznam intervalů jednotlivých stupňů vzhledem k základnímu tónu. Jako příklad je použita stupnice od tónu c, jejíž notaci obsahuje výše uvedený obrázek.
| Stupeň  | Interval        | C dur |
| ------- | --------------- | ----- |
| I       | Prima           | c     |
| II      | Velká sekunda   | d     |
| III     | Velká tercie    | e     |
| IV      | Zvětšená kvarta | fis   |
| V       | Zvětšená kvinta | gis   |
| VI      | Zvětšená sexta  | ais   |
| VII = I | Oktáva          | his=c |

## Seznam celotónových stupnic
Následující seznam obsahuje porovnání mezi durovou a celotónovou stupnicí v jednotlivých tóninách.
| Tónina  | Složení dur                     | Složení celotónová                |
| ------- | ------------------------------- | --------------------------------- |
| Cis dur | cis dis eis fis gis ais his cis | cis dis eis fisis gisis aisis cis |
| Fis dur | fis gis ais h cis dis eis fis   | fis gis ais his cisis disis fis   |
| H dur   | h cis dis e fis gis ais h       | h cis dis eis fisis gisis h       |
| E dur   | e fis gis a h cis dis e         | e fis gis ais his cisis e         |
| A dur   | a h cis d e fis gis a           | a h cis dis eis fisis a           |
| D dur   | d e fis g a h cis d             | d e fis gis ais his d             |
| G dur   | g a h c d e fis g               | g a h cis dis eis g               |
| C dur   | c d e f g a h c                 | c d e fis gis ais c               |
| F dur   | f g a b c d e f                 | f g a h cis dis f                 |
| B dur   | b c d es f g a b                | b c d e fis gis b                 |
| Es dur  | es f g as b c d es              | es f g a h cis es                 |
| As dur  | as b c des es f g as            | as b c d e fis as                 |
| Des dur | des es f ges as b c des         | des es f g a h des                |
| Ges dur | ges as b ces des es f ges       | ges as b c d e ges                |
| Ces dur | ces des es fes ges as b ces     | ces des es f g a ces              |

## Mody celotónové stupnice
U celotónové stupnice nemá smysl mluvit o modech, neboť se jedná o dokonale symetrickou stupnici – modus na každém stupni je intervalově shodný s celotónovou stupnicí jako takovou (například druhým „modem“ celotónové c je celotónová d, třetím celotónová e,…).

## Využití celotónové stupnice
Celotónová stupnice se používá v jazzu jako melodický materiál (například při improvizaci) vhodný k některým alterovaným akordům (postaveným obvykle na zvětšeném kvintakordu).
Následující přehled obsahuje akordové značky některých akordů, které lze postavit na prvním stupni celotónové stupnice (jako příklad je použita celotónová stupnice od tónu c). V zápisu je se zvětšenou sextou zacházeno jako s malou septimou, což umožňuje temperované ladění.
- {\displaystyle C^{5+}\,\!}
- {\displaystyle C^{7/5+}\,\!}
- {\displaystyle C^{add9/5+}\,\!}
- {\displaystyle C^{9/5+}\,\!}
- {\displaystyle C^{11+/5+}\,\!}